# 羅克代爾 (紐約州)
羅克代爾（英語：Rockdale）是位於美國紐約州希南戈縣的非建制地區。

## 歷史
羅克代爾的郵局於1829年設立，其後於1954年停運。

## 地理
羅克代爾所處的海拔為高於海平面315米（即1034英呎），而該地所採用的時區為UTC-5，即北美东部时区（EST）。同時該地設有夏令時間，為UTC-5調快一小時，即UTC-4（EDT）。